# Ladybird Books
Ladybird Books est une maison d'édition britannique, créée en 1867 au cœur du Leicestershire par Henry Wills et William Hepworth, tous deux imprimeurs.

## Histoire
En 1867, Henry Wills ouvre une librairie à Loughborough, dans le Leicestershire. En l'espace d'une décennie, il se lance dans l'impression et la publication de guides et d'annuaires de rues. William Hepworth le rejoint en 1904 et la société prend alors le nom de Wills & Hepworth.
En août 1914, la maison Wills & Hepworth publie ses premiers livres pour enfants marqués Ladybird (coccinelle en anglais). Dès le début, l'éditeur est reconnaissable à la coccinelle figurée d'abord avec ailes ouvertes, puis, à la fin des années 1950, avec son aspect plus familier aux ailes fermées. Le logo a depuis fait l'objet de plusieurs refontes, dont la dernière en 2006.
En 1971, la marque est reconnue en Grande-Bretagne et Wills & Hepworth commence à commercialiser ses livres sous le nom de Ladybird Books. Dans les années 1960 et 1970, le schéma d'apprentissage de la lecture par mots-clefs (Key Words Reading Scheme (en)) de la société (lancé en 1964) est largement utilisé par les écoles primaires britanniques, utilisant un vocabulaire réduit pour aider les enfants à apprendre à lire. Cette série de 36 livres cartonnés de petit format présente des modèles stéréotypés de la vie familiale britannique : l'innocence des 2 enfants Peter et Jane en train de jouer, la mère femme au foyer, et le père « gagnant le pain » de la famille (breadwinner model (en), modèle du gagne-pain). Cette série  est abondamment illustrée par Harry Wingfield (en), John Berry, Martin Aitchison (en), Frank Hampson et Charles Tunnicliffe.
Dans les années 1960, Ladybird crée la collection Learnabout, des livres à contenu informatif non fictionnel, certains à l'usage aussi bien des adultes que des enfants.
Indépendant pendant la majeure partie de son existence, Ladybird Books est intégrée au groupe Pearson en 1972. La diminution de la demande à la fin des années 1990 conduit Pearson à fusionner complètement Ladybird avec sa filiale Penguin Books en 1998, rejoignant ainsi d'autres noms bien établis dans le domaine des livres pour enfants britanniques, tels que Puffin Books (en), Dorling Kindersley et Frederick Warne. Les bureaux et l'imprimerie de Ladybird à Loughborough ferment la même année et une grande partie des archives historiques de l'entreprise est alors transférée à des collections publiques.
En novembre 2014, Ladybird lance la campagne Let Books Be Books (en) et annonce qu'elle s'« engage » à éviter les mentions « pour les filles » ou « pour les garçons » et à supprimer ce type de titrage dans les rééditions. L'éditeur ajoute : « Sur des centaines de titres actuellement imprimés, nous n'en avons en fait que six portant des mentions de ce type ». La maison mère, Penguin Random House Children's division, suit ce mouvement,. Les livres Ladybird sont publiés en quatre formats : Balloon, Paperbird, Sunbird et Disney.
En octobre 2015, Ladybird Books annonce la sortie de sa première série destinée aux adultes. Huit livres parodiant le style et les illustrations des livres pour enfants, parmi lesquelsThe Hangover (La Gueule de bois), Mindfulness (Pleine conscience), Dating (Rendez-vous) et The Hipster, par les auteurs de comédies télévisées Jason Hazeley (en) et Joel Morris (en) sont publiés le 18 novembre 2015. Cette série s'inscrit dans la lignée d'autres livres humoristiques de Ladybird, dont We Go to the Gallery (Nous allons au musée) de Miriam Elia, qui avait déjà été menacée d'une action en justice par Penguin.
Le 5 juillet 2016, Touchstone Books, une filiale de Simon & Schuster  Adult publishing annonce qu'elle publiera des adaptations américaines des Ladybird Books pour adultes, appelés The Fireside Grown-Up Guides (Les guides pour adultes du coin du feu). La collection Ladybird Expert (série 117) est lancée en janvier 2017 après le succès de la collection Ladybird adultes. Les livres de cette série ne sont pas des parodies, mais utilisent plutôt le format classique pour servir d'introductions claires à une grande variété de sujets, généralement dans les domaines de la science et de l'histoire.e premier livre publié et qui a inspiré la série est « Climate Change » par le Prince de Galles, Tony Juniper et Emily Shuckburgh. Quatre autres titres ont été publiés en 2017 par Jim Al-Khalili (La Mécanique quantique), Steve Jones (L'Évolution), James Holland (La bataille d'Angleterre) et Ben Saunders (Shackleton). La gamme s'enrichit de quinze autres livres en 2018 et d'autres titres sont publiés en 2019.

## Ladybird Grade Reader
Elle publie, entre autres, des livres pour enfants, mais aussi pour les personnes étudiant l'anglais.
Cette collection s'appelle "English language teaching" "Ladybird Grade Reader"
Il existe trois catégories de livres, qui correspondent à des degrés de difficulté de lecture croissante.
Grade 1 (livre de couleur orange)
- The Enormous Turnip
- Goldilocks and the three bears (Boucles d'or et les Trois Ours)
- Billy goats gruff (Les Trois Boucs bourrus)
- Hansel et Gretel
- The Elves and the shoemaker (Les Lutins)
- The Sly fox and red hen

Grade 2 (livre de couleur bleu)
- Town Mouse and Country Mouse
- The Ugly Duckling (Le Vilain Petit Canard)
- Three little Pigs (Les Trois Petits Cochons)
- Red Riding Hood (Le Petit Chaperon rouge)
- Peter and the Wolf (Pierre et le Loup)
- Rapunzel (Raiponce)

Grade 3 (livre de couleur vert)
- The Pied Piper of Hamelin (Le Joueur de flûte de Hamelin)
- Gingerbread man (Bonhomme de pain d'épices)
- Jack and the beanstalk (Jack et le Haricot magique)
- The Magic Stone Wizard of Oz
- Heidi  (ISBN 9781904351818)